# Duplicata
A fatura duplicata mercantil ou simplesmente duplicata é uma espécie de título de crédito que constitui o instrumento de prova do contrato de compra e venda. No Brasil ela é regulada  pela Lei N° 5.474 de 18 de julho de 1968 - Lei das Duplicatas. O conjunto de duplicatas é chamado de "carteira", ou seja, um conjunto de ativos financeiros, que tem como portador, tanto a pessoa física como a jurídica. 

## Definição
A duplicata é um título de crédito emitido por seu credor originário, com base em uma fatura, declarando existir, a seu favor, um crédito de determinado valor em moeda corrente, resultado de um negócio empresarial subjacente de compra e venda de mercadorias ou de prestação de serviços, cujo pagamento é devido em determinada data. É título causal, ou seja, um título cuja emissão está diretamente ligada a um negócio empresarial que lhe é subjacente e necessário, formal, circulável por meio de endosso e negociável. 

## Origem do documento
É um titulo de crédito criado pelo direito brasileiro, sua origem remonta ao art. 219 do Código Comercial de 1850 que obrigava, nas vendas entre comerciantes, que o vendedor apresentasse ao comprador, com as mercadorias que entregava, uma fatura ou conta dos gêneros vendidos, dessa conta assinada ou fatura, emitia-se uma duplicata de fatura, um título representativo do crédito do comerciante que, assim, poderia negociá-lo no mercado. Posteriormente, surgiu a Lei n. 187/36, com a qual a duplicata passou a ser mais usada, todavia, com um caráter eminentemente fiscal. O objetivo era controlar o pagamento de tributos. Com o abandono de tal finalidade, a duplicata se expande na atividade mercantil, sendo regulamentada pela Lei n. 5.474/68, cujo regime prevalece até hoje.

## Elementos da duplicata
O doutrinador João Glicério Filho explana a duplicata como uma espécie de título com modelo formal, impróprio, causal à ordem o que será de grande valia entendermos os elementos essenciais da duplicata
Espécie de título de crédito criada pelo direito brasileiro, a duplicata é um título formal, impróprio, causal, à ordem, extraído por vendedor em face do comprador e que tem o escopo de instrumentalizar o saque fundado sobre o crédito de compra e venda mercantil (EMYGDIO, 2009).
Para que se componha uma duplicata deve-se respeitar seu modelo vinculado a lei, de acordo com a previsão do artigo 2º da lei 5474/68, tais elementos são obrigatórios, mas caso seja necessário podem ser acrescentados outros elementos de acordo com o artigo 24 da mesma lei:
Art . 24. Da duplicata poderão constar outras indicações, desde que não alterem sua feição característica.
1. Expressão Duplicata;
2. Nome, domicílio e demais dados (CNPJ, Insc. Estadual, Telefone) do Vendedor/Credor, também chamado de sacador ou emitente;
3. Data da emissão, que coincide com a data da fatura;
4. Número da fatura e o número da duplicata;
5. Data do vencimento da duplicata;
6. Assinatura do sacador;
7. Nome, domicílio e demais dados (CNPJ, Insc. Estadual, Telefone) do Comprador/Devedor, também chamado de sacado. E local de pagamento;
8. Valor a ser pago, por extenso;
9. Cláusula a ordem, possibilitando a circulação via endosso;
10. Data do aceite com o local;
11. Assinatura do comprador/sacado/devedor.

Como já abordado anteriormente cada um dos elementos destacados acima são de cunho obrigatório para que a duplicata possua validade pois é um documento formal, além disso uma das peculiaridades desse título é o fato do seu aceite ser obrigatório, só podendo ser recusado se estiver dentro dos requisitos do artigo 8º da lei 5474/68, que prevê:
Art . 8º O comprador só poderá deixar de aceitar a duplicata por motivo de  I - avaria ou não recebimento das mercadorias, quando não expedidas ou não entregues por sua conta e risco; II - vícios, defeitos e diferenças na qualidade ou na quantidade das mercadorias, devidamente comprovados;  III - divergência nos prazos ou nos preços ajustados.
De acordo com as características apontadas, podemos perceber que a duplicata é um documento formal com grande utilização no mercado comercial, mas que possui requisitos específicos para sua formulação que se desrespeitados podem invalidar o título. Tendo em vista que o atendimento de suas peculiaridades demonstram  responsabilidade e atenção no uso da mesma

## Principais usos
De acordo com o Doutrinador Marlon Tomazette a duplicata é um título emitido por seu credor originário para a documentação de um crédito decorrente de uma operação de compra e venda mercantil ou de prestação de serviços. Ao contrário dos outros títulos de crédito como a letra de câmbio, a nota promissória e o cheque, a emissão de uma duplicata é mais restrita, tendo a duplicata um procedimento de criação próprio, o procedimento da emissão da duplicata é conduzido pelo credor e pressupõe outro documento, que é a fatura.
A duplicata se relaciona aos créditos que decorrem dos contratos de compra e venda mercantil ou de prestação de serviços conforme dispõe a Lei N° 5.474 de 18 de julho de 1968 - Lei das Duplicatas. Somente os créditos decorrentes destes contratos poderão ser documentados por meio de uma duplicata.
Os contratos de compra e venda mercantil e prestação de serviços geram um crédito para o vendedor ou para o prestador dos serviços. No entanto para que estes contratos possam originar a duplicata, é preciso que seja emitido previamente um documento, sendo este documento a fatura.
A emissão desta fatura pelo vendedor ou pelo prestador dos serviços em regra é facultativa. Porém, a Lei n. 5.474/68 em seu art. 1° estabelece que em toda compra e venda mercantil com prazo de pagamento não inferior a 30 dias, contados da entrega das mercadorias, será emitida uma fatura para apresentação ao comprador. Desta forma, nas compras e vendas que tenham prazo inferior a 30 dias e na prestação de serviços, a emissão da fatura é facultativa, ou seja, o credor emite a fatura se quiser. No entanto, para a extração da duplicata é essencial a emissão da fatura.
Ainda segundo o doutrinador Marlon Tomazette uma vez emitida a fatura, seja por obrigação ou por opção, dela pode-se extrair uma duplicata, onde o vendedor ou prestador de serviços poderá emitir um título de crédito para documentar o crédito criado a partir desta operação.

### Prescrição da execução da duplicata
O art.18° da Lei n° 5.474 de 18 de julho de 1968 dispõe sobre a Prescrição da Execução da Duplicata.
No art 18°, inciso I, a pretensão à execução da duplicata prescreve em 3 (três) anos contra o sacado e respectivos avalistas, contados da data do vencimento do título, no inciso II, a pretensão à execução da duplicata prescreve em  1 (um) ano, contado da data do protesto contra endossante e seus avalistas, já no inciso III, a pretensão à execução da duplicata prescreve em 1 (um) ano, contado da data em que haja sido efetuado o pagamento do título quando se tratar de qualquer dos coobrigados contra os demais.

## Tipos de duplicata

### Duplicata rural
Trata-se de título cambiário, endossável, que poderá ser utilizado nas vendas a prazo de quaisquer bens de natureza agrícola, extrativa ou pastoril, quando efetuadas diretamente por produtores rurais ou por suas cooperativas, sendo, portanto, facultativa a sua emissão, o respectivo título é regido pelo Decreto-Lei n. 167/67.
O vendedor que emitir o título, ficará obrigado a entregar os bens ou remetê-los ao comprador, que o devolverá depois de assiná-lo (arts. 46 e 47). A duplicata rural é cobrável mediante execução com base em título extrajudicial, ocorrendo o seu aceite (decreto-lei n. 167/67, art. 41, § 1º, e CPC/2015, art. 784, inciso XII).
A legislação sobre a cambial aplica-se, no que for cabível, à duplicata rural, inclusive quanto a aval, mas o protesto é dispensado para assegurar o direito de regresso contra endossantes e seus avalistas (art. 60). Não se aplica, portanto, subsidiariamente, a Lei nº 5.474/68 pertinente às duplicatas mercantis, mas a LUG, o Decreto nº 2.044/1908 e o CCB/2002, dependendo do caso examinado.
Fran Martins alerta que a duplicata rural é um título autônomo em relação à duplicata mercantil, pois não é calcada em uma fatura, “tendo da duplicata apenas o nome”, e o aceite não é ato obrigatório como aquele título, em que a recusa do “aceite” pelo comprador ocorre somente nos casos elencados pelo art. 10 da Lei nº 5.474/6835.
A duplicata rural goza de privilégio especial sobre os bens enumerados no art. 964 do Código Civil (art. 53). Incorrerá na pena de reclusão de um a quatro anos, além da multa de 10% sobre o respectivo montante, o que expedir duplicata rural que não corresponda a uma venda efetiva de quaisquer dos bens a que se refere o art. 46, entregues real ou simbolicamente.

### Duplicata escritural
A duplicata escritural é positivada na lei 13.775/2018, que dispõe sobre a duplicata escritural ou virtual. Essa duplicata será emitida conforme o lançamento em sistema eletrônico de escrituração, gerido por quaisquer das entidades que exerçam a atividade de escrituração de duplicatas escriturais, inclusive tais entidades deverão ser autorizadas por órgão ou entidade da administração federal direta ou indireta, a exercer a atividade de escrituração de duplicatas.
Esse sistema eletrônico, dispensa o livro de registro de duplicatas, e deve conter a escrituração do seguinte:
- Apresentação, aceite, devolução e formalização da prova do pagamento;
- Controle e transferência da titularidade;
- Prática de atos cambiais sob a forma escritural, tais como endosso e aval;
- Inclusão de indicações, de informações ou de declarações referentes à operação com base na qual a duplicata foi emitida ou ao próprio título; e
- Inclusão de informações a respeito de ônus e gravames constituídos sobre as duplicatas.

"O gestor desse sistema eletrônico deverá realizar as comunicações desses atos aos demais interessados (art. 4º, parágrafo 1º), e expedirá, quando solicitado, extrato do registro eletrônico da duplicata (art. 6º), sendo importante destacar que a duplicata e esse extrato são títulos executivos extrajudiciais (art.7º), que podem ser cobrados judicialmente nos termos do art. 15 da Lei das Duplicatas". 
Por fim, a lei determina que os tabeliães de protesto devem manter uma central nacional de serviços eletrônicos compartilhado, que prestará o serviço de emissão dessas duplicatas, recepção delas para protesto e consulta de devedores inadimplentes (art. 41-A da Lei 9.492/1997)

## Protesto da duplicata
Conforme dispõe o art 1° da lei 9.492 /1997 ( lei do protesto De títulos) “ protesto é o ato formal e solene pelo qual se prova a inadimplência e o descumprimento de obrigação originada em títulos e outros documentos de dívida.’’. O protesto será praticado pelo credor, perante autoridade competente do cartório , utilizando titulo de crédito como meio de prova das relações cambiais.

### Tipos de protesto
Na duplicata consiste três tipo de protesto : falta de pagamento, falta do aceite ou falta de devolução ( art 21 da lei 9.492/97) .
No protesto por falta de pagamento deverá ser realizado após o vencimento da obrigação , no caso por falta de aceite , esse protesto deve ser realizada até o dia do vencimento ( art 21 parágrafo 1 da lei 9.492/97). e a realização do protesto na falta de devolução das duplicatas remetidas para aceite ( até 13 da lei 5.474/68).
Também é possível o protesto por indicações, ocorrerá quando o vendedor (sacador) não estar na posse do título, no caso, em que o comprador (sacado)não realizou a devolução do mesmo. Com isso deverá ser realizado perante à pessoa competente do cartório de protesto, e deverá intimar o sacado, para se manifestar no prazo de três dias úteis.